# Aphonomorphus schunkei
Aphonomorphus schunkei är en insektsart som beskrevs av Lucien Chopard 1956. Aphonomorphus schunkei ingår i släktet Aphonomorphus och familjen syrsor. Inga underarter finns listade i Catalogue of Life.